# Triple-A Plowed Under

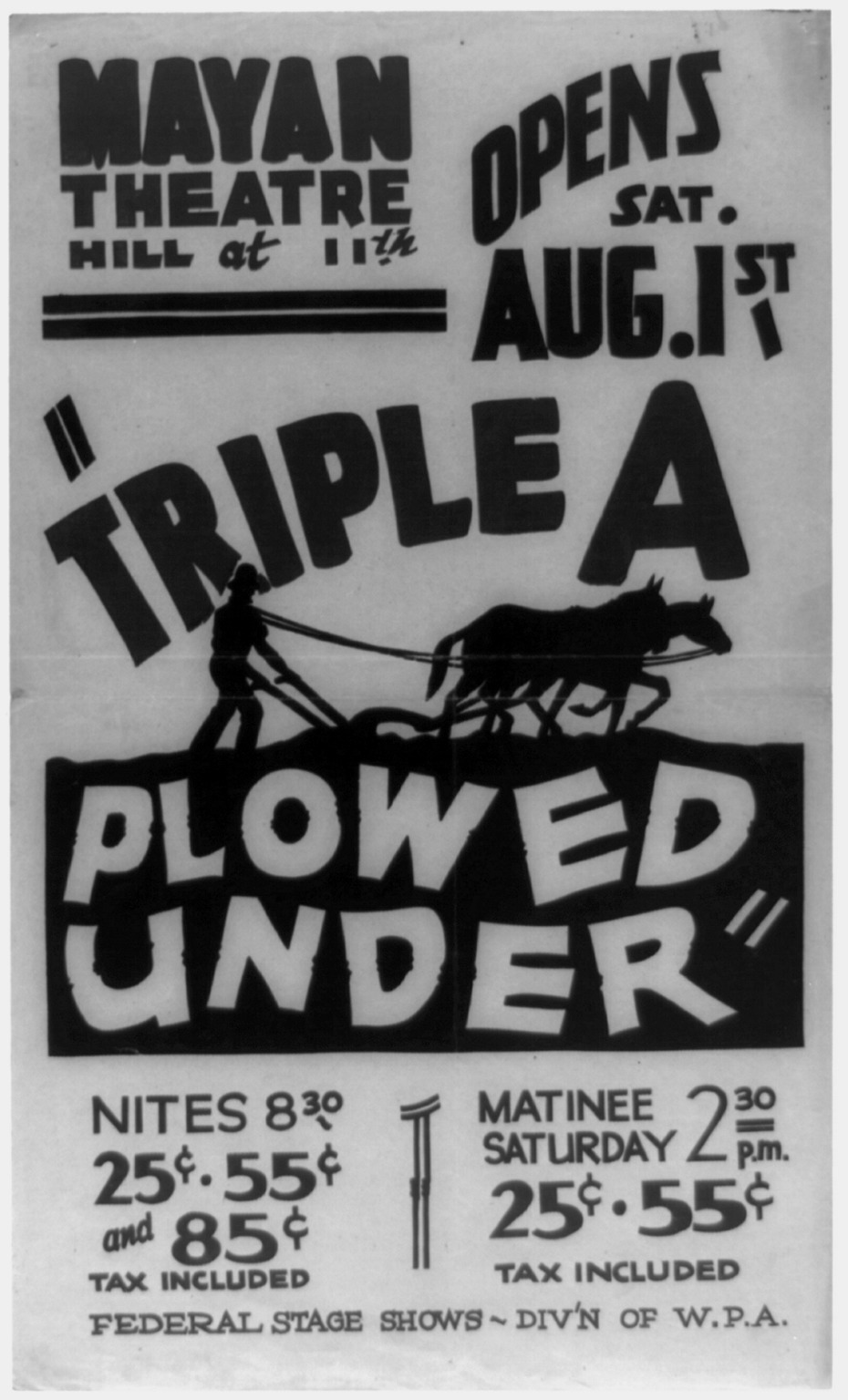
Cartaz da apresentação da peça "Triple A Plowed Under" do Federal Theatre Project, no Teatro Maia, Los Angeles, Califórnia, 1936.

triple-A Plowed Under é uma das peças mais importantes do jornal vivo produzida pelo Federal Theatre Project em 1936 .   

Escrita por Arthur Arent a partir de pesquisa da equipa editorial do
Federal Theatre Project e dirigida por  Joseph Losey, focou-se na  Lei  de Ajuste
Agrícola de 1933 e na situação dos agricultores que sofreram com a Dust Bowl.  A
produção estreou no Teatro Biltmore a 14 de março de 1936.

## Antecedentes
O Projeto Federal de Teatro (Federal Theatre Project em inglês), dirigido por  Hallie
Flanagan , foi criado em 1935 como um dos cinco projetos do Projeto Federal Número Um
(Federal Project Number One) pertencente ao Works Project Administration (Projeto de
Administração dos Trabalhos) para fornecer ajuda a atores, artistas, escritores, diretores e
trabalhadores de teatro desempregados durante a Grande Depressão .  Fizeram uso do
gênero teatral conhecido como Jornal Vivo, que usou o drama para fornecer ao público
informações sobre questões sociais e eventos da atualidade.
Durante a Primeira Guerra Mundial, os agricultores norte-americanos foram obrigados a
aumentar a produção das culturas e os estoques de produtos agrícolas para fornecer
ajuda à Europa, o que resultou num superávit (acumulação de excedentes) após o fim da
guerra. Como resultado da tarifa Smoot-Hawley em 1930, tornou-se difícil aos agricultores
gerar lucro com esses excedentes.   No meio da Grande Depressão, a Lei de Ajuste
Agrícola (AAA - Agricultural Adjustment Act) foi trazida como parte do Novo Acordo (New
Deal) com o propósito de aumentar o valor das culturas, oferecendo subsídios aos
agricultores em troca da não plantação de parte das suas terras. terra. No entanto, a
referida Lei foi rapidamente declarada inconstitucional pelo Supremo Tribunal Federal por
violar a Décima Emenda, com o Juiz Owen Roberts afirmando que o governo federal
estava invadindo áreas de jurisdição reservadas pela Constituição aos estados ao
regulamentar a agricultura. 

## Resumo
Apresentado através de uma coesa série de vinte e seis cenas derivadas de várias
notícias e narrada por uma voz sem corpo que fornecia comentários sobre a ação referida
como A Voz do Jornal Vivo, Triple-A Plowed Under criticou o AAA, e sugeriu que os
agricultores e trabalhadores trabalhassem juntos para evitar os 'intermediários' (ou
'revendedores'), que tinham seus próprios interesses comerciais em mente. 
As vinhetas (ou esboços) incluem a desvalorização das colheitas como resultado do
superávit após a Primeira Guerra Mundial; as execuções hipotecárias das quintas
agrícolas logo após a diminuição da demanda o que deixou os agricultores incapazes de
pagar as próprias hipotecas; leilões realizados em tentativas desesperadas de ganhar
mais dinheiro; a destruição deliberada das colheitas; a destruição trazida pelo Dust Bowl e
pela seca que se seguiu; a organização de cooperações entre o agricultor e os
consumidores; a implementação do AAA; o veredicto do Supremo Tribunal; e a união de
trabalhadores e agricultores contra negociantes e outros intermediários gananciosos.

## Cenas[8]
|                | Título                                                                     |
| Um             | "Guerra e inflação"                                                        |
| Dois           | "Deflação"                                                                 |
| Três           | "Agricultor, negociante, fabricante, trabalhador - círculo vicioso "       |
| Quatro         | "Feriado dos agricultores"                                                 |
| Cinco          | "Preços do leite"                                                          |
| Seis           | "Cidade Sioux – Os agricultores organizam-se"                              |
| Sete           | "Greve do leite"                                                           |
| Oito           | "Leilão Agrícola"                                                          |
| Nove           | "Lem Harris, Secretário da Conferência Nacional de Ajuda aos Agricultores" |
| Dez            | "Famílias do Campo e da Cidade"                                            |
| Onze           | "Triple-A promulgada"                                                      |
| Doze           | "Cena da Camisa"                                                           |
| Treze          | "Poço de Trigo"                                                            |
| Quatorze       | "Restaurante de balcão"                                                    |
| Quinze         | "Restaurante Park Avenue"                                                  |
| Dezesseis      | "Seca"                                                                     |
| Dezessete      | "Igreja"                                                                   |
| Dezoito        | "Poço de Trigo"                                                            |
| Dezenove       | "Remendo de algodão"                                                       |
| Vinte          | "Sharecroppers" / Arrendatários                                            |
| Vinte e um     | "Greve da carne"                                                           |
| Vinte e dois   | "Sra. Dorothy Sherwood"                                                    |
| Vinte e três   | "Supremo Tribunal ... AAA morto"                                           |
| Vinte e quatro | "O grande "Roubo" "                                                        |
| Vinte e cinco  | "Conservação do solo"                                                      |
| Vinte e seis   | "Final"                                                                    |

## Citações
1. ↑  «Project Muse». African Studies Companion Online. Consultado em 25 de abril de 2019
2. 1 2  Vareschi, Mark; Burkert, Mattie (2016). «Archives, Numbers, Meaning: The Eighteenth-Century Playbill at Scale». Theatre Journal. 68 (4): 597–613. ISSN 1086-332X. doi:10.1353/tj.2016.0108
3. 1 2  Cosgrove, Stuart (janeiro de 1982). [Cosgrove, Stuart (1982). The Living Newspaper: History, Production, and Form. University of Hull. «Living Room Theater: England's Acme Acting Co.»] Verifique valor |url= (ajuda). LIVE. 6 (6-7): 110–112. ISSN 2374-2240. doi:10.1162/live.1982.0.6-7.110
4. ↑  Itoh, Masahiko; Tanaka, Yuzuru (2005). «Multispace information visualization framework for the intercomparison of data sets retrieved from web services». New York, New York, USA: ACM Press. Special interest tracks and posters of the 14th international conference on World Wide Web  - WWW '05. ISBN 1595930515. doi:10.1145/1062745.1062823
5. ↑  Samoylov, Alexandre (2016). «Intradermal delivery of DNA vaccines targeting GnRHR». Journal of Pharmaceutics & Drug Delivery Research. 05 (03). ISSN 2325-9604. doi:10.4172/2325-9604.c1.009
6. ↑  «LAS VEGAS SANDS CORP., a Nevada corporation, Plaintiff, v. UKNOWN REGISTRANTS OF www.wn0000.com, www.wn1111.com, www.wn2222.com, www.wn3333.com, www.wn4444.com, www.wn5555.com, www.wn6666.com, www.wn7777.com, www.wn8888.com, www.wn9999.com, www.112211.com, www.4456888.com, www.4489888.com, www.001148.com, and www.2289888.com, Defendants.». Gaming Law Review and Economics. 20 (10): 859–868. Dezembro de 2016. ISSN 1097-5349. doi:10.1089/glre.2016.201011
7. ↑  Samoylov, Alexandre (2016). «Intradermal delivery of DNA vaccines targeting GnRHR». Journal of Pharmaceutics & Drug Delivery Research. 05 (03). ISSN 2325-9604. doi:10.4172/2325-9604.c1.009
8. ↑  GD, HANNIGAN; EA, GRICE; AL, ET (28 de janeiro de 2016). «Script P7: Assigning Whole Metagenome Taxonomy v1». protocols.io. Consultado em 25 de abril de 2019